# 89e régiment d’infanterie
Das 89e régiment d’infanterie war ein Infanterieregiment, aufgestellt 1690 als Régiment de Leisler im Königreich Frankreich und im Dienst während des Ancien Régime (danach mit einigen Unterbrechungen) bis zur Auflösung 1993.
Bis zur Vereinheitlichung durch die in der Revolution geschaffene Nummerierung trug es als sogenanntes Fremdenregiment (Infanterie étrangère de ligne) zuletzt den Namen „Royal Suédois – Königlich-Schwedisch“ – obwohl es sich um ein deutsches Regiment handelte.
Gebildet wurde das „Régiment de Leisler“ aus Kriegsgefangenen nach der Schlacht bei Fleurus als „Deutsches Regiment“ mit einem Colonel als Regimentsinhaber und schwedischen Offizieren. Die Mehrzahl der Mannschaften kam zu diesem Zeitpunkt aus Schwedisch-Pommern.
Am 1. Juli 1690 erhielt der deutsche Offizier Heinrich Leisler (auch Lesler wird angegeben), der als Capitaine im Schweizer Régiment Stuppa le jeune diente, den Befehl, dieses Regiment zu errichten. Er konnte 10 Kompanien aufstellen, die aus einem schwedisch-pommerschen Regiment in holländische Dienste gekommen waren. Dieses Regiment beanspruchte für sich, niemals im Kampf besiegt worden zu sein, hatte aber in der Schlacht mit dem Régiment de Navarre seinen Meister gefunden.

## Aufstellung und signifikante Änderungen
- 1. August 1690: Aufstellung des Régiment de Leisler
- 20. Oktober 1694: Umbenennung in Régiment de Sparre
- 10. März 1714: Umbenennung in Régiment de Lenck
- 19. Dezember 1734: Umbenennung in Régiment d’Appelgrehn
- 30. Oktober 1742: Umbenennung in Régiment Royal-Suédois

Auf Grund seiner Verdienste im böhmischen Feldzug entschied König Ludwig XV. mit Befehl vom 30. Oktober 1742, dem Regimentsnamen den Zusatz „Royal“ zu verleihen und ihm damit die Privilegien eines königlichen Regiments zuzugestehen. Der zweite Teil des Namens wurde gewählt, da das Regiment ursprünglich aus deutschen Soldaten schwedischer Staatsangehörigkeit gebildet worden war.
- 1. Januar 1791: Umbenennung in 89e régiment d’infanterie de ligne
- 1794: Erste Heeresreform. Das Regiment wurde am 19. Juli 1794 mit seinen beiden Bataillonen als 1er bataillon (ci-devant Royal-Suédois) zur 161e demi-brigade de bataille und als 2e bataillon (ci-devant Royal-Suédois) zur 162e demi-brigade de bataille abgestellt. Damit endeten zunächst der Regimentsverband und auch die Traditionslinie.
- 1804: Durch Umbenennung der bis dato bestehenden „Demi-brigades d’infanterie“ wurde der Begriff „Régiments d’infanterie de ligne“ wieder eingeführt. Die Einheit wurde jedoch nicht wieder aufgestellt und in der Liste der Regimenter als „vacant“ geführt. Die für die Wiederaufstellung des 89e régiment d’infanterie de ligne vorgesehene 89e demi-brigade d’infanterie wurde am 24. September 1803 zur Errichtung des 14e régiment d’infanterie légère verwendet.
- 1855: Das vormalige „14e régiment d’infanterie légère“ wurde zum „89e régiment d’infanterie de ligne“ umgewandelt.

Nach dem Ersten Weltkrieg erfolgte zu einem unbekannten Zeitpunkt die Auflösung.
Zu Beginn des Zweiten Weltkrieges wurde das Regiment wieder aufgestellt. Angaben über den weiteren Verbleib liegen nicht vor.

## Mestres de camp/Colonels
Mestre de camp war von 1569 bis 1661 und von 1730 bis 1780 die Rangbezeichnung für den Regimentsinhaber und/oder für den mit der Führung des Regiments beauftragten Offizier. Die Bezeichnung „Colonel“ wurde von 1721 bis 1730, von 1791 bis 1793 und ab 1803 geführt. 
Nach 1791 gab es keine Regimentsinhaber mehr.
Sollte es sich bei dem Mestre de camp/Colonel um eine Person des Hochadels handeln, die an der Führung des Regiments kein Interesse hatte (wie z. B. der König oder die Königin), so wurde das Kommando dem „Mestre de camp lieutenant“ (oder „Mestre de camp en second“) respektive dem „Colonel-lieutenant“ oder „Colonel en second“ überlassen.
Colonels
- 1. August 1690: Johan Henrik Leisler
- 20. Oktober 1694: Erik Sparre, baron de Toffeta, comte de Sundby
- 10. März 1714: Jakob Gustaf Lenck
- 19. Dezember 1734: Pierre Appelgrehn († 22. August 1742)
- 30. Oktober 1742: Josef Ignaz Magnus Toffeta, comte de Sparre de Kronembourg
- 22. April 1756: Alexander Serafin Josef Toffeta, comte de Sparre de Kronembourg
- 18. Januar 1760: Orthon Friedrich von Bülow
- 20. Juli 1761: Michel de Maës
- 16. April 1767: Pierre de Chambge d’Elbecq
- 22. Juni 1767: Louis Hermann von Waldner
- 17. Juni 1770: Ludvig Ernst Josef Toffeta, comte de Sparre de Kronembourg
- 16. April 1771: Carl Gideon Sinclair
- 28. April 1778: Hugo Hamilton
- 11. November 1782: Walther von Nyvenheim
- 21. September 1783: Fredrik Axel von Fersen
- 24. März 1784: Curt von Stedingk
- 4. Juni 1790: Charles-Léopold, baron de Fuerstenwaerther
- 1. Januar 1793: Joseph de Brusselles
- 1804: Jean-Baptiste Bruny
- 1870: Colonel Munier
- 1939: Lieutenant-colonel Baudelle

## Ausstattung

### Königliche Fahnen
Das Regiment führte 15 Ordonnanzfahnen und eine Leibfahne.

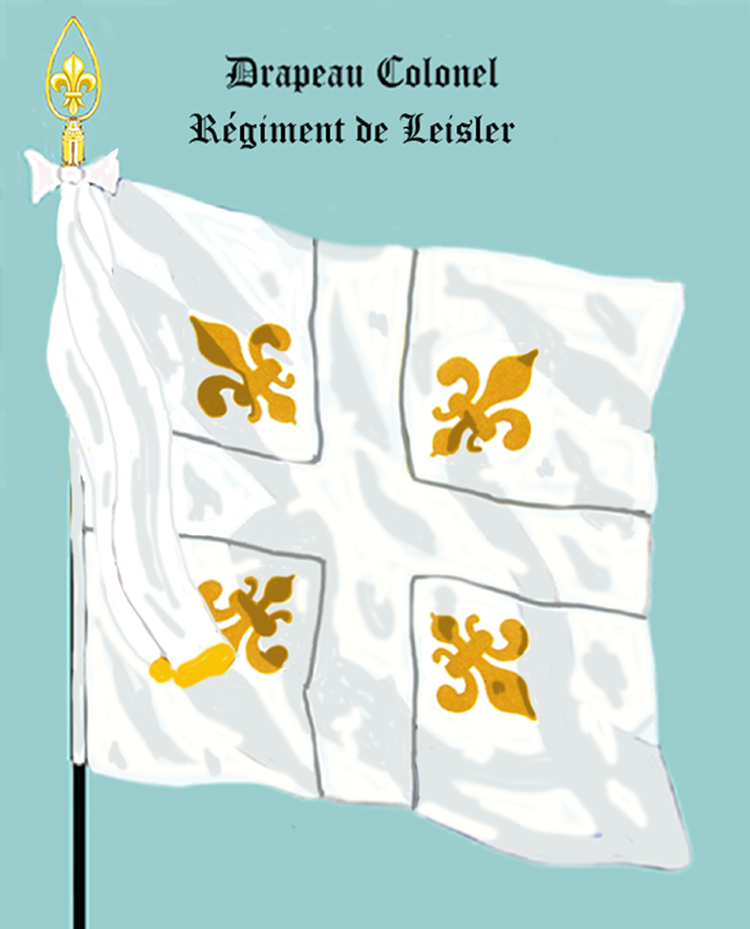
Leibfahne (Drapeau Colonel) 1690 bis 1760
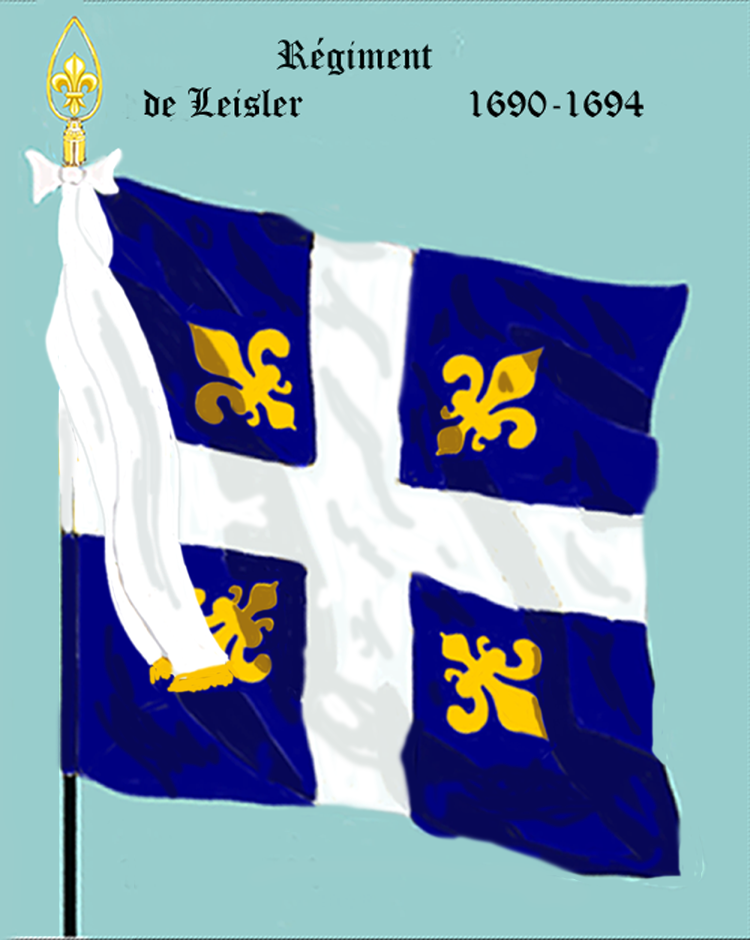
Régiment Leisler, Sparre, Lenk und Appelgrehn 1690 bis 1742
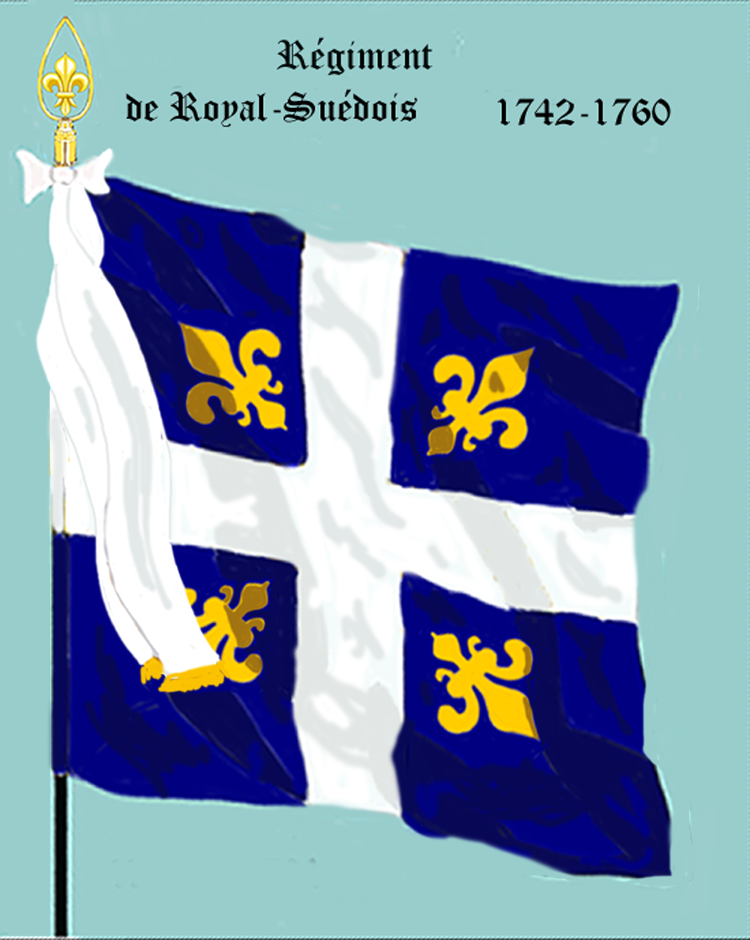
Régiment Royal-Suédois 1742 bis 1760
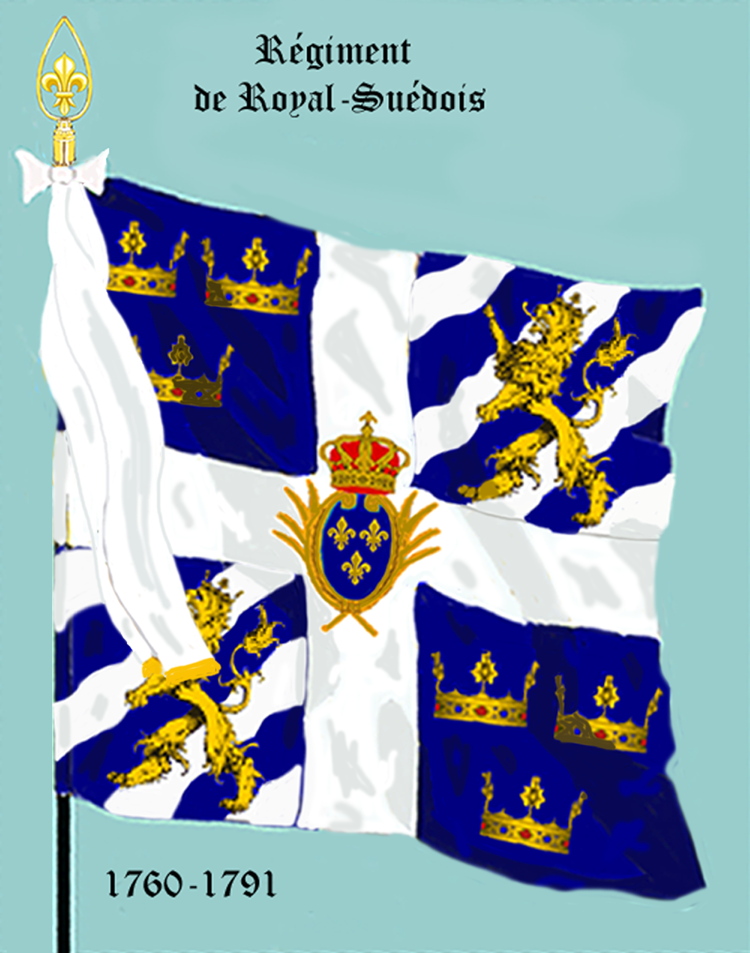
Régiment Royal-Suédois 1760 bis 1791

### Uniformierung bis 1794

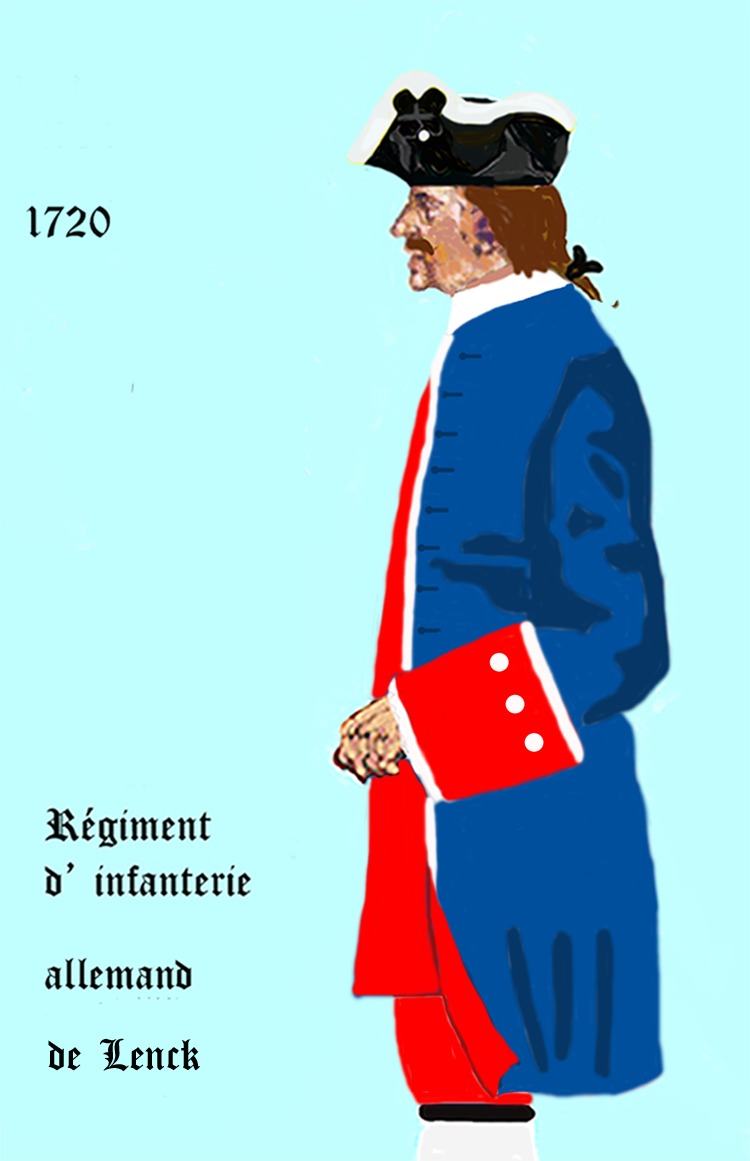
Régiment de Lenck 1729 bis 1734
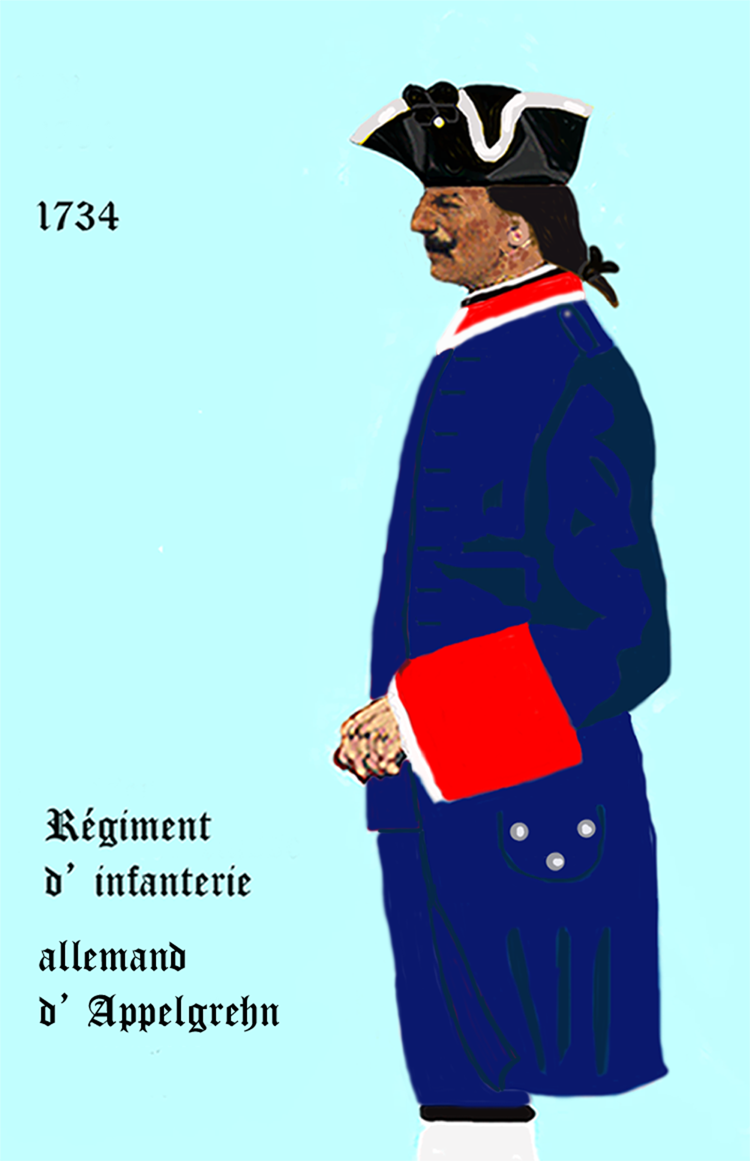
1734 bis 1742
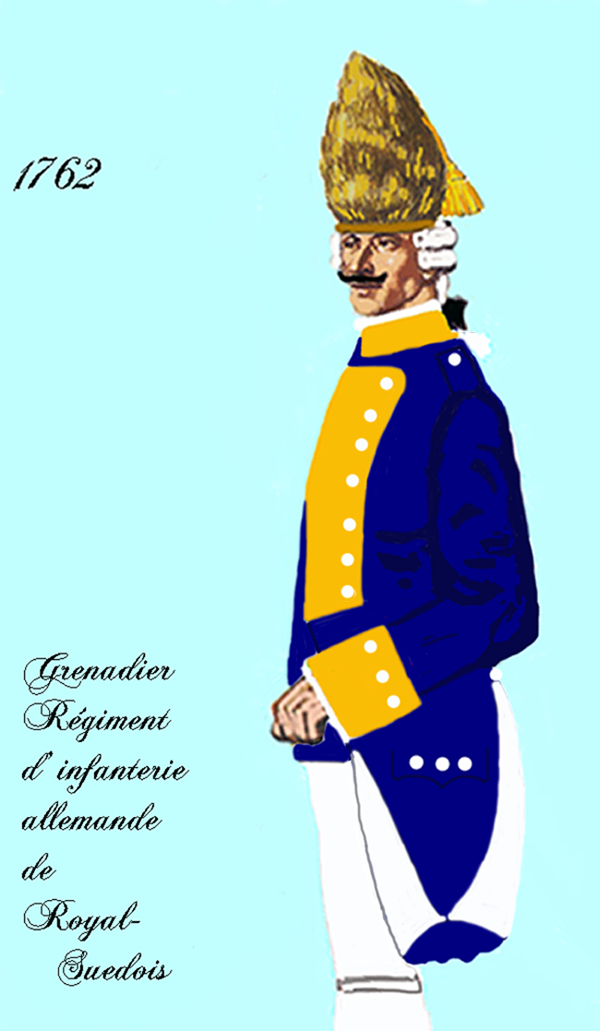
Grenadier du régiment Royal-Suédois 1762 bis 1776
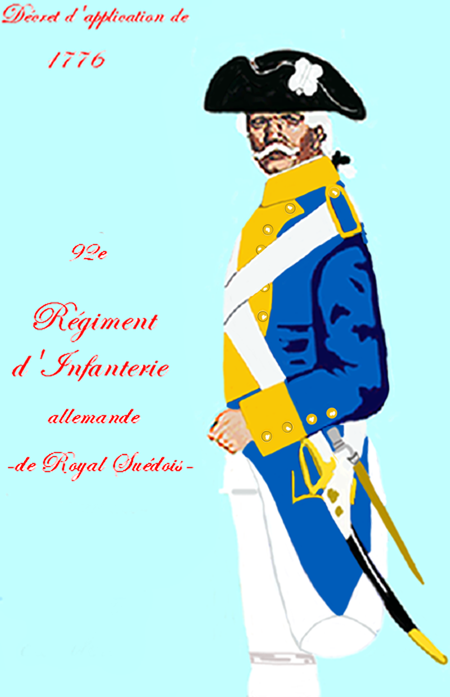
Régiment Royal-Suédois 1776 bis 1791
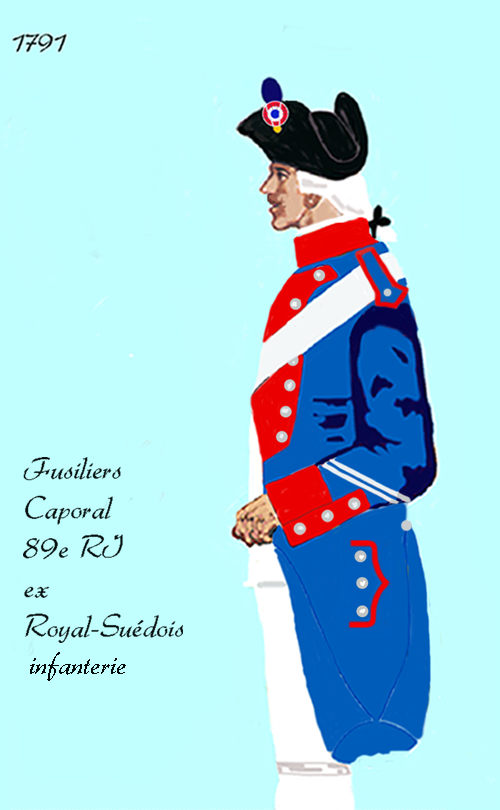
89e régiment d’infanterie de ligne 1791 bis 1792
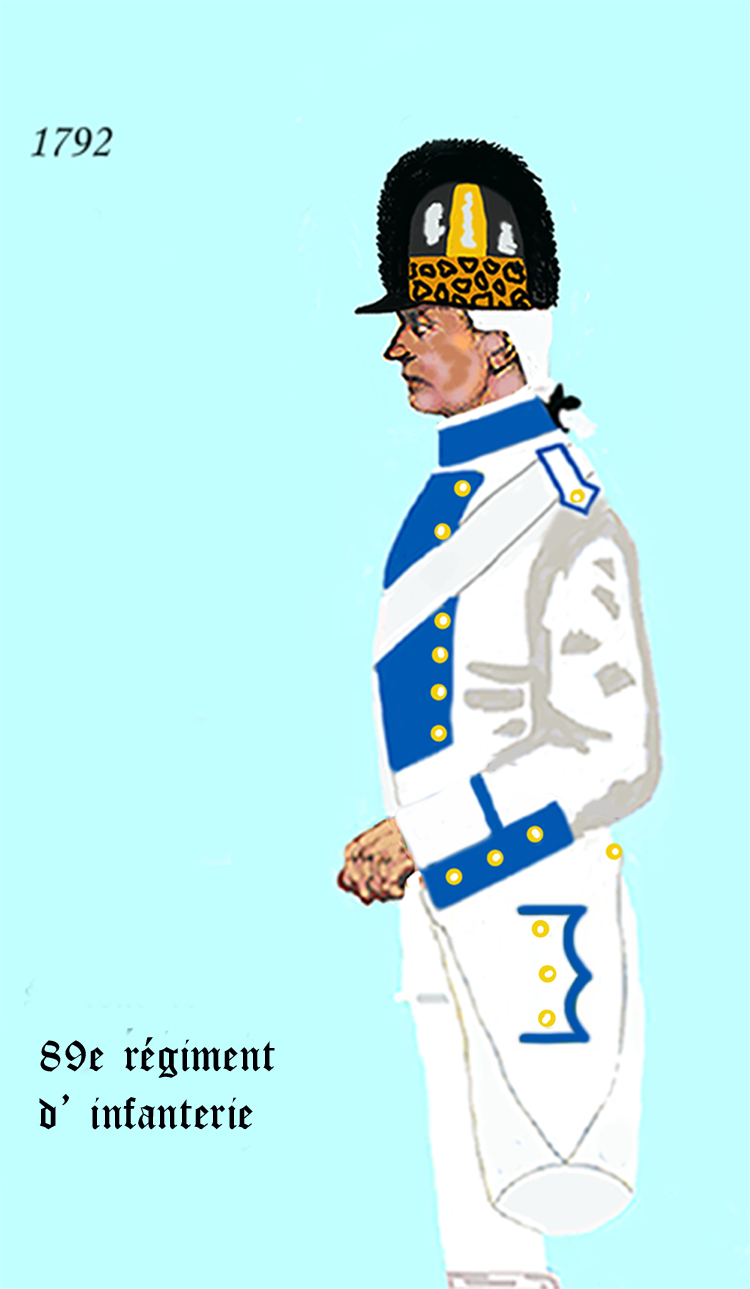
89e régiment d’infanterie de ligne 1792 bis 1794

## Einsatzgeschichte

### Pfälzischer Erbfolgekrieg
1694: Einnahme von Hostalric
1695: Einnahme von Castellfollit de la Roca

### Spanischer Erbfolgekrieg
1702: Einsatz im Gefecht bei Nijmegen
1703: Schlacht bei Eckeren
1704: an die Mosel zur Armee von Coigny kommandiert.
1705: zur Armee von Villars kommandiert
1706: Wieder in Flandern mit der Teilnahme an der Schlacht bei Ramillies. Reduziert auf 702 Mann, kämpfte es dann bei der Verteidigung von Menen.
1707: im Einsatz mit der Brigade de Royal
1708: In der Schlacht bei Oudenaarde und bei der Belagerung von Lille. Anschließend wurde im Feldlager von Meldert Quartier bezogen.
1709: Schlacht bei Malplaquet, Gefechte bei Arleux, Douai, le Quesnoy und Bouchain
1713: Abkommandierung zur Armee an den Rhein mit der Teilnahme an der Eroberung von Landau und Freiburg im Breisgau
1714: Bei Kriegsende wurde das Regiment auf ein Bataillon reduziert und übernahm den Namen „Régiment de Lenck“.
1727 fand sich das Regiment im Feldlager an der Sambre und 1733 im Feldlager im Elsass.

### Polnischer Thronfolgekrieg 1733 bis 1738
1733: Das Regiment nahm an der Besetzung von Nancy und Lothringen teil. Mit Befehl vom 1. November wurde es auf drei Bataillone verstärkt.
1734: In diesem Jahr wurde die Einheit bei der Einnahme von Trier, von Trarbach und bei der Belagerung von Philippsburg eingesetzt. Im Dezember wurde das Regiment in Meisenheim einquartiert. Beim Brand des Schlosses wurden die französischen Soldaten bei den Löscharbeiten eingesetzt. Dabei starb der Mestre de camp Lenck durch Überanstrengung. Er wurde durch den Mestre de camp-lieutenant Appelgrehn ersetzt.
1735: Das Regiment lag zunächst im Feldlager von Augersheim und nahm dann am Gefecht bei Klausen teil.
1737: Noch vor der Beendigung des Krieges wurde das Regiment am 8. Januar auf ein Bataillon reduziert, das in der Festung Hüningen stationiert wurde.

### Österreichischer Erbfolgekrieg 1740 bis 1748
1741: Am 15. Mai wurde das Regiment wieder auf zwei Bataillone verstärkt.
1742: Im Brigadeverband mit dem Régiment de Picardie verließ die Einheit im März Straßburg und traf am 1. April in Donauwörth ein. Von hier erfolgte der Marsch nach Böhmen mit dem Einsatz in den Gefechten bei Frauenberg, Vodňany und Sahay. Im Juni erreichte das Regiment Prag. Bei den Truppen, die im Oktober während der Belagerung von Prag mit dem Maréchal de Belle-Isle aus der Stadt abzogen, befand sich „Appelgrehn“ am rechten Flügel. Dem Colonel d’Appelgrehn wurde dabei von einer Kugel das Handgelenk zerschmettert, an den Folgen dieser Verwundung verstarb er schließlich. Im Oktober stand das Regiment in Budweis, um hier die aus Westfalen anrückende Entsatzarmee aufzunehmen. Erneut in Prag, verließ es die Stadt nach der Aufgabe durch die Franzosen und nahm am Marsch nach Eger teil, wohin bereits eine Abteilung abkommandiert worden war. In Bayern angelangt, wurde allen deutschen Regimentern befohlen, an der Donau stehen zu bleiben.
1743: Am 18. Januar wurde es in die Armee in Bayern eingegliedert und nahm an einem erneuten Feldzug in Böhmen teil, bei dem es nach Eger abgeordnet wurde, das sich dann einer erneuten Belagerung ausgesetzt sah. Auch hier konnte es sich wiederum auszeichnen. Am 1. Februar brach der Mestre de camp de Sparre mit 500 Mann seines Regiments aus der Belagerung aus und entkam in das Fürstentum Bayreuth. Am 23. Januar unternahm der Mestre de camp-lieutenant Tunderfeld mit den zurückgebliebenen Teilen des Regiments einen Ausfall, um Verpflegung zu beschaffen, und konnte erfolgreich in die Stadt zurückkehren, obwohl er von einem kaiserlichen Kürassierregiment verfolgt wurde. Am 19. April gaben die Franzosen Eger auf, „Royal-Suédois“ marschierte zunächst an die Donau und kehrte im Juli nach Frankreich zurück.
1744: An den Rhein abkommandiert, stand das Regiment bei der Einnahme von Weissenburg, an den Linien der Lauter und im Gefecht bei Auenheim. Im September erfolgte in der Armee des Comte de Ségur die Verlegung nach Bayern mit dem Angriff auf Donauwörth, in dem dann Winterquartiere bezogen wurden.
1745: Teilnahme an der Schlacht bei Pfaffenhofen. Die Grenadiere des Regiments bildeten nach der Niederlage die Nachhut und sicherten den Abmarsch der Truppen. „Royal-Suédois“ wurde dann dem Feldzug am Oberrhein zugeteilt.
1746: Zunächst an der Saar, wurde es dann zur Eroberung von Namur befohlen, die Festung war jedoch bereits gefallen, bevor das Regiment dort ankam. Danach folgte die Eingliederung in die Armee mit der Teilnahme an der Schlacht bei Roucourt, in der sich „Royal-Suédois“ zusammen mit dem Régiment de Champagne beim Angriff auf das Dorf Ance auszeichnen konnte. Winterquartiere wurden in Namur bezogen.
1747: Unter dem Kommando des Comte d’Estrées wurde Verteidigungsstellung an den Ufern der Maas bezogen und die Nachschubwege der Armee geschützt. Nach der Schlacht bei Lauffeldt lag das Regiment zunächst in Huy und bei Kriegsende dann in Maastricht.
Am 12. November 1746 war das Regiment noch vier Bataillone stark. Mit Befehl vom 26. Dezember 1748 wurde es auf drei und mit Befehl vom 1. Februar 1749 auf zwei Bataillone reduziert.
1756: Das Regiment war im Lager von Dünkirchen einquartiert.

### Siebenjähriger Krieg
1757: Abmarsch aus Dünkirchen mit Ankunft in Köln am 16. April. „Royal-Suédois“ kämpfte mit Auszeichnung in der Schlacht bei Hastenbeck. Der Lieutenant Dahestierna fiel hier. Mit der Armee von du Plessis wurde in das Kurfürstentum Braunschweig-Lüneburg einmarschiert, Minden und Hannover erobert und das Harburger Schloss belagert.
1758: Zu Beginn des Jahres zurück am Rhein, stand „Royal-Suédois“ am 12. Juli als Brigade zusammen mit dem Régiment de Vaubecourt im Gefecht bei Rheinfeld. Danach kämpfte es in der Schlacht bei Krefeld, im Gefecht bei Sondershausen, bei der Einnahme von Kassel und in der Schlacht bei Lutterberg.
1759: Das Regiment konnte sich in der Schlacht bei Bergen auszeichnen.
1760: Am 18. Januar wurde das Regiment durch die Eingliederung des Régiment Royal-Pologne auf drei Bataillone verstärkt. Im Gefecht bei Korbach wurde die Einheit einmal mehr entscheidend eingesetzt. Sie stand unter dem Kommando des Maréchal de camp Comte de Saint-Germain.
1762: Mit Befehl vom 21. Dezember wurde die Einheit auf zwei Bataillone reduziert. Das Regiment wurde dann in der Festung Hüningen stationiert und verlegte 1763 nach Fort-Louis.
Im November 1764 erfolgte die Verlegung nach Schlettstadt, im August 1765 nach Neu-Breisach, Im November 1766 nach Condé, im Juni 1767 nach Aire-sur-la-Lys, im November 1767 nach Gravelines, im Oktober 1768 nach Maubeuge, im Juli 1769 in das Camp de Compiègne, im Dezember 1770 nach Saarlouis, im Oktober 1771 nach Straßburg, im September 1772 nach Fort-Louis, im Dezember 1773 nach Straßburg, im Oktober 1775 nach Bitche, im März 1778 nach Schlettstadt und Neu-Breisach, im Dezember 1778 nach Straßburg, im Oktober 1780 nach Belfort und Hüningen, im September 1781 an die Seine.

### Amerikanischer Unabhängigkeitskrieg
1781: Am 20. Oktober wurde „Royal-Suédois“ zusammen mit drei anderen Regimentern in Toulon auf Schiffe verladen und nach Menorca transportiert. Unter dem Kommando des Duc de Crillon wurde Maó belagert und eingenommen.
1782: Verlegung nach Spanien, wo in der Nähe von Gibraltar am 17. September schwimmende Batterien bekämpft wurden. Dabei fielen der Lieutenant Myring und 25 Mann.
1783: Bis Mitte des Jahres verblieb das Regiment in Spanien und kehrte im Oktober nach Frankreich zurück, wo es in Avesnes und Philippeville stationiert wurde.
Es erfolgte die Verlegung nach Landrecies und Valenciennes im Juni 1785, nach Maubeuge im März 1786, nach Valenciennes im März 1787, nach Saint-Brieuc im Juli 1788 und nach Valenciennes im Oktober 1789.
Kommandant des Regiments war zu diesem Zeitpunkt der Colonel Hans Axel von Fersen, „Favorit“ der Königin Marie-Antoinette und 1791 einer der Hauptakteure bei der gescheiterten Flucht des Königs.
Das königstreue Verhalten seines Kommandanten konnte das Regiment selbst nicht beeinflussen, es schloss sich seinen diesbezüglichen Aktivitäten nicht an.

### Koalitionskriege
Das 1. Bataillon wurde im April 1792 zur Armée du Nord (Nordarmee) eingeteilt. Im August verließ es Valenciennes und stieß zum Korps von Général La Bourdonnay. Das 2. Bataillon lag zu diesem Zeitpunkt in Metz. Am Ende des Jahres befanden sich die beiden Bataillone in Flandern und nahmen an der ersten Eroberung von Belgien teil. Sie bezogen Garnison in Antwerpen und im Herzogtum Geldern. Nach der Schlacht bei Neerwinden verlegte das 89e régiment d’infanterie in das Département Nord und nahm hier an verschiedenen Gefechten teil.
Am 19. Juli 1794 wurde der Regimentsverband aufgelöst und das 1. Bataillon zur Aufstellung der 161e demi-brigade de bataille und das 2. Bataillon zur Aufstellung der 162e demi-brigade de bataille verwendet.
- 1796: Bei der „Armée de Rhin-et-Moselle“
- 1805: Einsatz in der Schlacht bei Caldiero
- 1807–1809: Als Besatzung auf Korfu
- 1812: Russlandfeldzug
- 1813: Feldzug in Deutschland, Teilnahme an der Völkerschlacht bei Leipzig

### Second Empire
- 1855: Die Leichte Infanterie wurde aufgelöst und die Einheiten in Linien-Infanterieregimenter umgewandelt. Dadurch wurden diese mit der Nummer von 75 aufwärts errichtet. Das vormalige „14e régiment d’infanterie légère“ wurde zum „89e régiment d’infanterie de ligne“.
- 1856 bis 1859: Einsatz bei der Eroberung von Algerien
- 1859: Sardinischer Krieg (Einsatz in Norditalien)
- 1870: Deutsch-Französischer Krieg

Am 1. August wurde das Regiment der Armée du Rhin (Rheinarmee) zugeteilt. Zusammen mit dem 53e régiment d’infanterie unter Colonel Japy bildete es die 2. Infanteriebrigade unter Général de La Bastide und diese zusammen mit der 1. Infanteriebrigade des Général Guiomar, zwei Feldartilleriebatterien zu je vier Geschützen, einer Batterie Mitrailleusen und einer Pionierkompanie die 2. Infanteriedivision unter Général de division Liébert. Diese Division unterstand dem 7. Armeekorps von Général de division Felix Douay.
1. September: Einsatz in der Schlacht bei Sedan

### Erster Weltkrieg

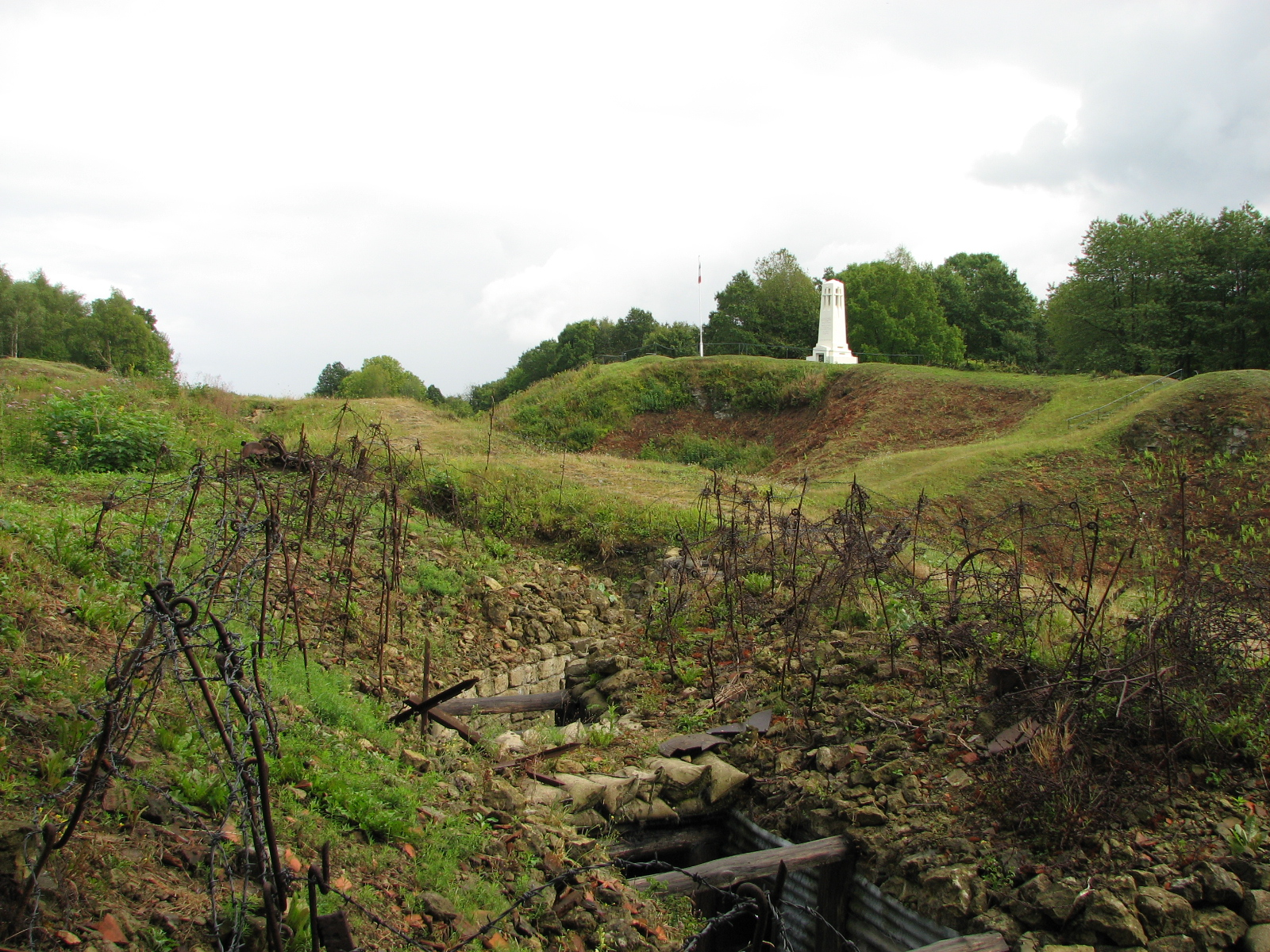
Stellungen bei Vauquois

Bei Kriegsbeginn war das Regiment in Paris, Vincennes und Sens stationiert. Es gehörte während des ganzen Krieges zur 19. Infanteriebrigade der 10. Infanteriedivision im 5. Armeekorps.
- 1914

Abwehrkämpfe bei Sorbey (Meuse) (24. August), am Fosse (30. August) und bei Cierges (2. September).
Teilnahme an der Marneschlacht mit Kämpfen bei Lairmont, Bussy-la-Côte (6. bis 11. September). Dann Stellungskämpfe in den Argonnen bei Cheppy und Vauquois (September bis Dezember).
- 1915

Stellungskämpfe in den Argonnen (Januar bis Dezember)
- 1916

Stellungskämpfe in den Argonnen (Januar bis Juli), Stellungskämpfe an der Somme (September/Oktober)
- 1917

Stellungskämpfe an der Aisne
- 1918

Stellungskämpfe an der Aisne bis Juni. Bei Pontavert, Schlacht bei Noyon, bei Maucourt (Oise), Braugues, Quesmy, bois de la Cave, cote 141, ferme St. Claude. Im Juni Ruhestellung im Elsass. Im Juli Angriffskämpfe in der Champagne. Teilnahme an der Schlacht an der Marne. Im Oktober bis Kriegsende Verfolgungskämpfe in der Champagne bei Condé-en-Brie, Guignicourt und Variscourt.

### Zweiter Weltkrieg
Am 7. September 1939 wurde die Einheit unter dem Kommando von Lieutenant-colonel Baudelle durch die Région Militaire, Centre Mobilisateur d’infanterie, Réserve A RI type NE (CMI 83), wieder aufgestellt und der 18. Infanteriedivision zugewiesen. Sie war bei Abwehrkämpfen südlich von Amiens eingesetzt. Weitere Angaben liegen zurzeit nicht vor.

## Regimentsfahnen seit 1854
Auf der Rückseite der Regimentsfahne sind (seit Napoleonischer Zeit) in goldenen Lettern die Feldzüge und Schlachten aufgeführt, an denen das Regiment ruhmvoll teilgenommen hat.
In seiner Geschichte führte das Regiment nacheinander ein Dutzend unterschiedliche Fahnen.

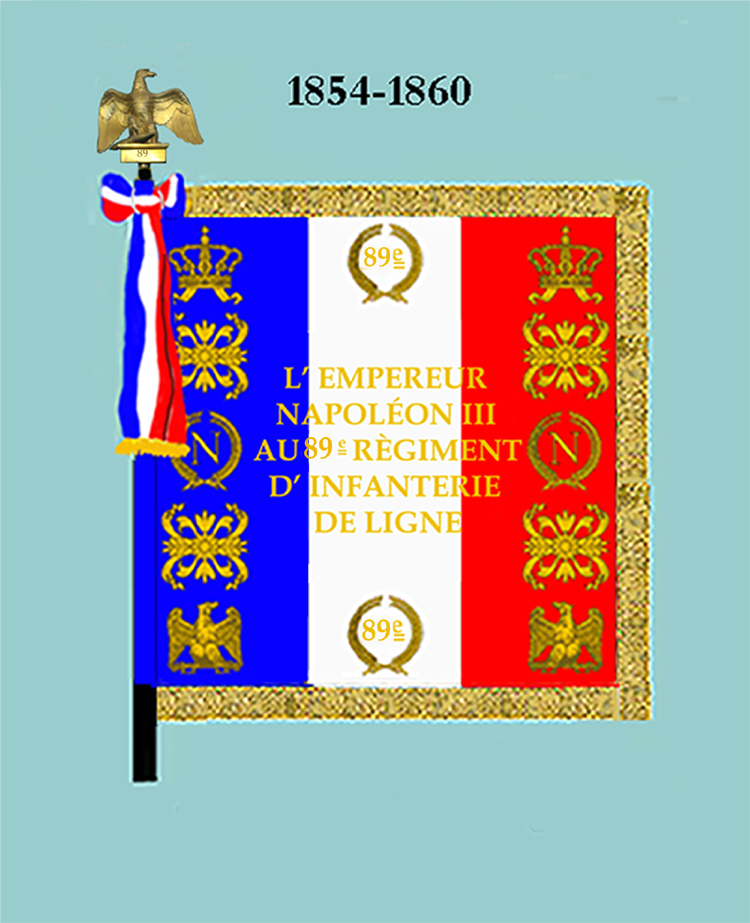
Modell 1854 Vorderseite
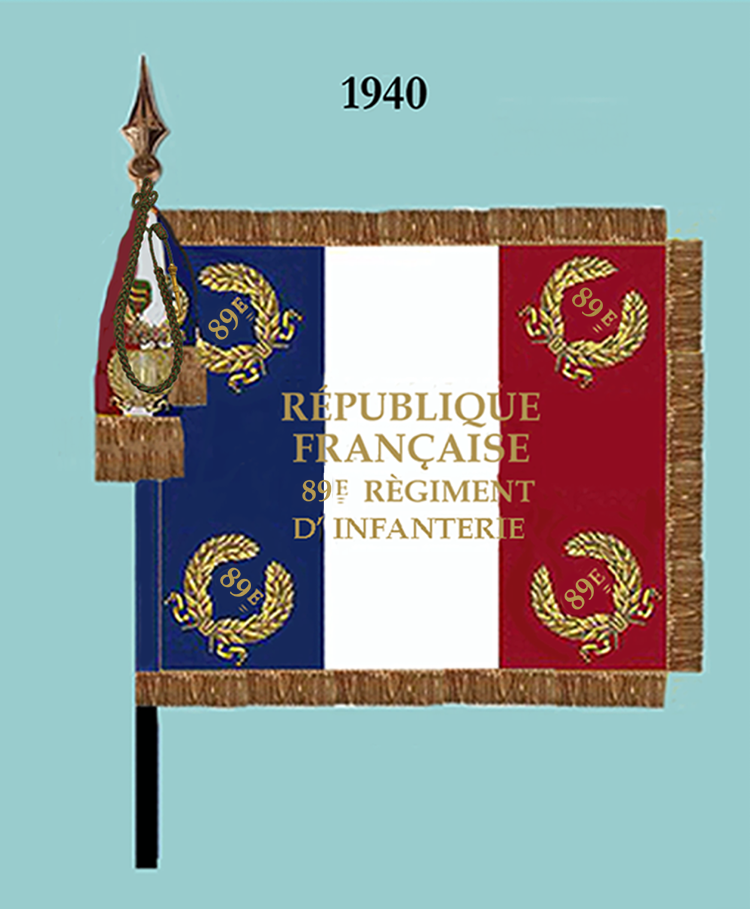
Modell 1880 Vorderseite
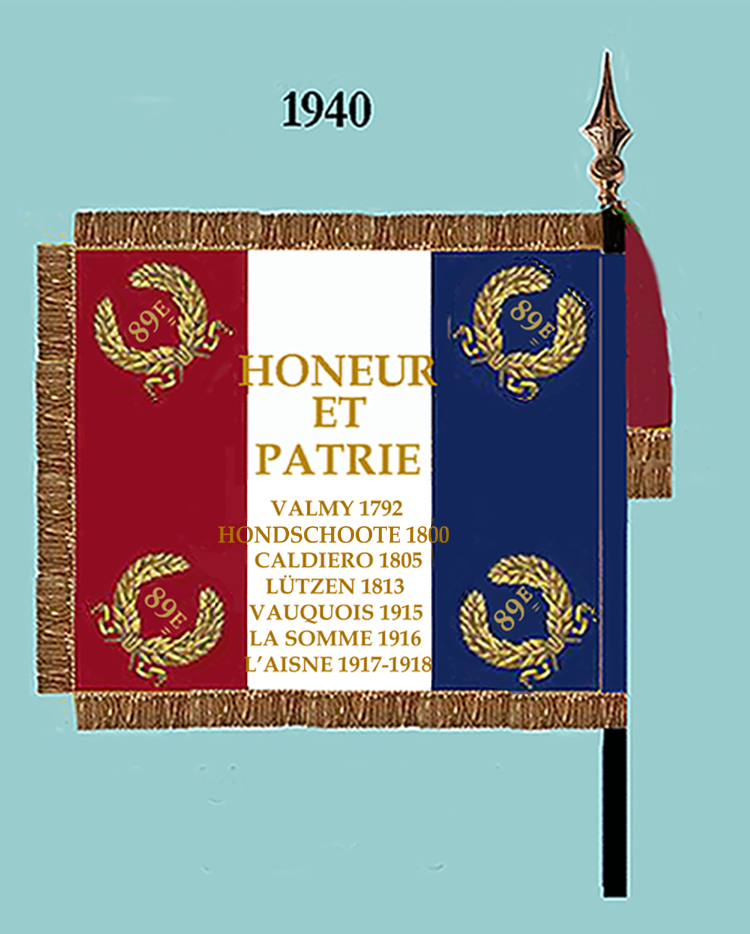
Modell 1880 Rückseite

## Auszeichnungen
Das Fahnenband des Regiments ist mit dem Croix de guerre 1914–1918 mit zwei Palmenzweigen dekoriert. Es wird die Fourragère des „Croix de guerre 1914–1918“ an der Fahne geführt. Ebenso haben die Angehörigen des Regiments das Recht, diese Auszeichnung zu tragen (verliehen am 3. Januar 1919). Dazu kommt eine lobende Erwähnung im Korpsbericht.

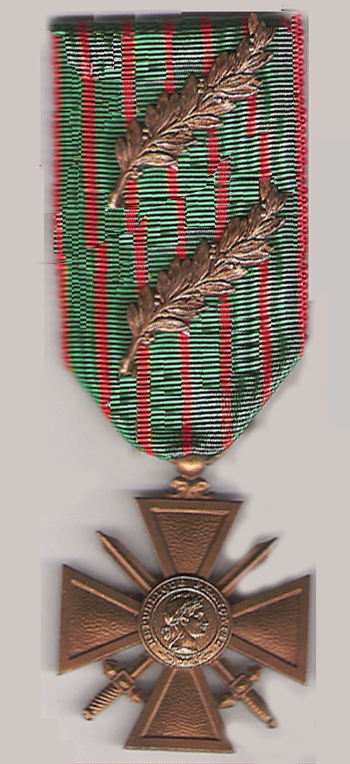
Croix de guerre mit zwei Palmenzweigen
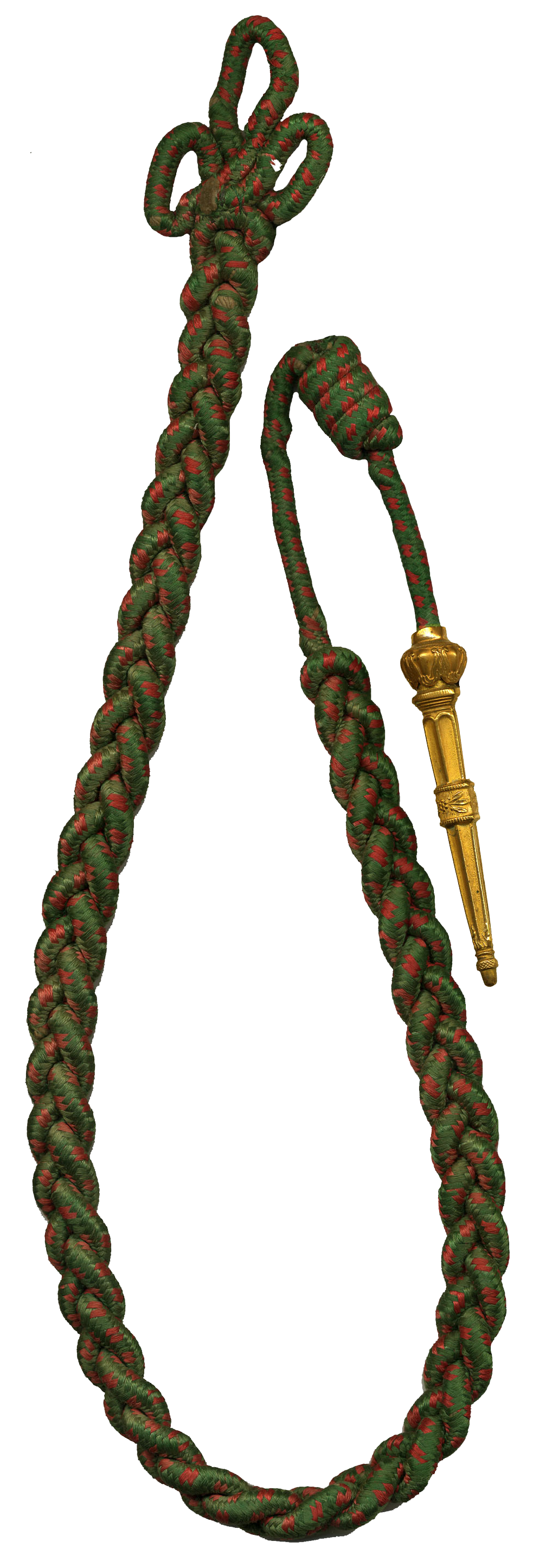
Fourragère in den Farben des Croix de guerre

## Devise
Le brave 
(Der (das) Tapfere)